# Bořitov
Bořitov (en allemand : Porstendorf, de 1939 à 1945 : Borstendorf) est une commune du district de Blansko, dans la région de Moravie-du-Sud, en République tchèque. Sa population s'élevait à 1 320 habitants en 2020.

## Géographie
Bořitov se trouve à 8 km au nord-ouest de Blansko, à 26 km au nord de Brno et à 171 km à l'est-sud-est de Prague.
La commune est limitée par Krhov et Obora au nord, par Doubravice nad Svitavou à l'est, par Rájec-Jestřebí et Černá Hora au sud, et par Býkovice et Lysice à l'ouest.

## Histoire
La première mention écrite de la localité date de 1173.